# بویتین
بویتین (به صربی: Boljetin) یک منطقهٔ مسکونی در صربستان است که در مایدانپک واقع شده‌است. بویتین ۶۷۲ نفر جمعیت دارد.